# Marianne Rein
Marianne Dora Rein (* 2. Januar 1911 in Genua; † zwischen 27. November 1941 und 26. März 1942) war eine deutsche Lyrikerin.

## Leben
1917 verlor sie ihren Vater, der nach schwerer Krankheit starb, woraufhin ihre Mutter mit ihr im selben Jahr nach Würzburg zog, von wo sie stammte. Marianne Rein besuchte in Würzburg die jüdische Volksschule und trat später mit dem Schriftsteller Jakob Picard in regen Briefkontakt. Während des Nationalsozialismus versuchte sie erfolglos, zusammen mit ihrer Mutter auszuwandern. Ab 1941 arbeitete sie in einem jüdischen Altersheim. Am 27. November 1941 wurde sie zusammen mit ihrer Mutter nach Riga deportiert und dort erschossen.
Marianne Rein verfasste Gedichte und Prosa überwiegend aus dem Bereich der Naturlyrik und veröffentlichte auch einzelne Werke in der Zeitschrift „Der Morgen“, die vom Kulturbund Deutscher Juden herausgegeben wurde.